# Edward Samen
Edward Samen (arab. ‏إدوارد سمن‎) – libański narciarz alpejski, uczestnik Zimowych Igrzysk Olimpijskich 1984.
Jego najlepszym wynikiem na zimowych igrzyskach olimpijskich jest 42. miejsce w slalomie podczas Zimowych Igrzysk Olimpijskich 1984 w Sarajewie.
Nigdy nie wystartował na mistrzostwach świata ani w zawodach Pucharu Świata.

## Osiągnięcia

### Zimowe igrzyska olimpijskie
| Igrzyska      | Konkurencja | Czas    | Wynik | Zwycięzca  |
| ------------- | ----------- | ------- | ----- | ---------- |
| Sarajewo 1984 | Gigant      | 3:57.85 | 72.   | Max Julen  |
| Sarajewo 1984 | Slalom      | 2:39.09 | 42.   | Phil Mahre |